# Friedrich von Degenfeld-Schonburg
Friedrich von Degenfeld-Schonburg, född 5 februari 1878 i Ludwigsburg, död 12 oktober 1969 i Schleching, var en tysk greve och förvaltningsjurist. Han var Oberpräsident i Provinz Niederschlesien 1932–1933.